# 道格拉斯縣 (堪薩斯州)
道格拉斯縣（英語：Douglas County，簡稱DG）是美國堪薩斯州東部的一個縣。面積1,229平方公里。根據美國2000年人口普查，共有人口99,962。縣治勞倫斯。
成立於1855年8月25日，以紀念第十六任總統阿伯拉罕·林肯在1860年的競選對手之一、民主黨的史蒂芬·A·道格拉斯。